# Vladimir Kozlov (bobsleeër)
Vladimir Jevgenjevitsj Kozlov (Russisch: Владимир Евгеньевич Козлов) (Oblast Donetsk, 7 maart 1958) is een voormalig Sovjet bobsleeremmer. Kozlov won als remmer van Jānis Ķipurs de gouden medaille in de tweemansbob en de bronzen medaille in de viermansbob tijdens de Olympische Winterspelen 1988.

## Resultaten
- Olympische Winterspelen 1988 in Calgary  in de tweemansbob
- Olympische Winterspelen 1988 in Calgary  in de viermansbob

1932: Hubert Stevens / Curtis Stevens ·
1936: Ivan Brown / Alan Washbond ·
1948: Felix Endrich / Friedrich Waller ·
1952: Andreas Ostler / Lorenz Nieberl ·
1956: Lamberto Dalla Costa / Giacomo Conti ·
1964: Anthony Nash / Robin Dixon ·
1968: Eugenio Monti / Luciano De Paolis ·
1972: Wolfgang Zimmerer / Peter Utzschneider ·
1976: Meinhard Nehmer / Bernhard Germeshausen ·
1980: Erich Schärer / Josef Benz ·
1984: Wolfgang Hoppe / Dietmar Schauerhammer ·
1988: Jānis Ķipurs / Vladimir Kozlov ·
1992: Gustav Weder / Donat Acklin ·
1994: Gustav Weder / Donat Acklin ·
1998: Günther Huber / Antonio Tartaglia en Pierre Lueders / David MacEachern ·
2002: Christoph Langen / Markus Zimmermann ·
2006: André Lange / Kevin Kuske ·
2010: André Lange / Kevin Kuske ·
2014: Beat Hefti / Alex Baumann ·
2018: Francesco Friedrich / Thorsten Margis en Justin Kripps / Alexander Kopacz ·
2022: Francesco Friedrich / Thorsten Margis